# Lijst van rijksmonumenten in Wehe-den Hoorn
De plaats Wehe-den Hoorn telt 11 inschrijvingen in het rijksmonumentenregister. Hieronder een overzicht. 
| Object                                             | Oorspronkelijke functie?  | Bouwjaar                                                    | Architect                                                     | Locatie                | Coördinaten?                  | Nr.?   | Afbeelding                              |
| -------------------------------------------------- | ------------------------- | ----------------------------------------------------------- | ------------------------------------------------------------- | ---------------------- | ----------------------------- | ------ | --------------------------------------- |
| Borgweer                                           | Boerderij                 | 1843                                                        |                                                               | Borgweersterweg 5      | 53° 21' 43" NB, 6° 24' 37" OL | 24024  | Meer afbeeldingen                       |
| Hervormde kerk en toren                            | Kerk en kerkonderdeel     | 1225-1250 1656 (herst.) 1656 (verb./herst.) 1912 (herst.)   |                                                               | Kerkstraat 21          | 53° 21' 32" NB, 6° 24' 56" OL | 24025  | Meer afbeeldingen                       |
| Voorm. boerderij annex molenaarshuis               | Boerderij                 | 1850-1875                                                   |                                                               | Mernaweg 29            | 53° 21' 35" NB, 6° 25' 17" OL | 46778  | Meer afbeeldingen                       |
| R.K. St. Bonifatiuskerk (zie ook foto achterzijde) | Kerk en kerkonderdeel     | 1926-'27                                                    | J.Th.J. Cuypers P. Cuypers jr.                                | Warfhuisterweg 2       | 53° 21' 29" NB, 6° 25' 37" OL | 509431 | Meer afbeeldingen                       |
| R.K. pastorie                                      | Kerkelijke dienstwoning   | 1926                                                        | J.Th.J. Cuypers                                               | Warfhuisterweg 4       | 53° 21' 28" NB, 6° 25' 37" OL | 509432 | Meer afbeeldingen                       |
| R.K. begraafplaats                                 | Begraafplaats en -onderdl | ca. 1875                                                    |                                                               | bij Warfhuisterweg 10a | 53° 21' 23" NB, 6° 25' 35" OL | 509433 | Meer afbeeldingen                       |
| R.K. begraafplaats, hek                            | Begraafplaats en -onderdl | ca. 1927                                                    |                                                               | bij Warfhuisterweg 10a | 53° 21' 23" NB, 6° 25' 35" OL | 509434 | R.K. begraafplaats, hek                 |
| Lagere school Sint Ludgerus                        | Onderwijs en wetenschap   | 1873 1879 (uitbr.) 1921 (uitbr.) 1950 (uitbr.) 1989 (verb.) | W.V.A. Tepe (1873, 1879) H. Havinga (1921) W. Reitsema (1950) | Mernaweg 55            | 53° 21' 29" NB, 6° 25' 40" OL | 509435 | Meer afbeeldingen                       |
| R.K. begraafplaats, rouwkapel                      | Kapel                     | ca. 1875                                                    |                                                               | bij Warfhuisterweg 10a | 53° 21' 22" NB, 6° 25' 35" OL | 509436 | R.K. begraafplaats, rouwkapel           |
| Rentenierswoning met aangebouwde schuur            | Woonhuis                  | ca. 1908                                                    |                                                               | Mernaweg 27            | 53° 21' 36" NB, 6° 25' 14" OL | 509506 | Rentenierswoning met aangebouwde schuur |
| Trofehcor                                          | Woonhuis                  | 1925                                                        | W. Reitsema                                                   | Mernaweg 10            | 53° 21' 40" NB, 6° 25' 5" OL  | 509513 | Trofehcor                               |